# أوكتاسيليو بينهيرو غيرا
أوكتاسيليو بينهيرو غيرا (بالبرتغالية: Octacílio Pinheiro Guerra‏) الشهير باسم أوكتاسيليو (21 نوفمبر 1909 - 26 فبراير 1967) لاعب كرة قدم برازيلي راحل كان يجيد اللعب في خط الدفاع.
لعب طوال مسيرته الرياضية في أندية باوليستا (1920-1924) بوتافوغو (1925-1937).
شارك مع منتخب البرازيل في بطولة كأس العالم 1934 في إيطاليا حيث خرج من الدور الثمن النهائي.

## وصلات خارجية
- أوكتاسيليو بينهيرو غيرا على موقع قاعدة بيانات كرة القدم.إي يو (الإنجليزية)
- أوكتاسيليو بينهيرو غيرا على موقع Soccerway.com (الإنجليزية)
- أوكتاسيليو بينهيرو غيرا على موقع عالم كرة القدم.نت (الإنجليزية)

- سيرة ذاتية[وصلة مكسورة]